# Chiquimula (vulkaan)
De Chiquimula is een vulkaanveld in de departementen Chiquimula en Zacapa in Guatemala. Het veld ligt ten noordwesten van de stad Chiquimula en is ongeveer 1192 meter hoog.

## Slakkenkegels
Slakkenkegels in het vulkaanveld zijn:
- Cerrito de Arriba – 1192 m
- Cerrito de los Vidal – 640 m
- Cerrito el Sillon Abajo – 640 m
- Cerrito el Sillon – 617 m
- Cerro el Lado – 616 m
- Cerro Guatojon – 740 m
- Cerro Paxapa – 1069 m